# (15515) 1999 VN80
A (15515) 1999 VN80 a Naprendszer kisbolygóövében található aszteroida. A LINEAR projekt keretében fedezték fel 1999. november 4-én.